# Nazionale maschile di calcio a 5 del Montenegro
La nazionale di calcio a 5 del Montenegro è la selezione nazionale di Calcio a 5 della Fudbalski Savez Crne Gore che rappresentano il Montenegro nelle varie competizioni ufficiali o amichevoli riservate a squadre nazionali.

## Storia
Prima del giugno 2006 non esisteva come rappresentativa autonoma, perché il Montenegro era compreso nella Repubblica Federale di Jugoslavia fino al 2003 e nella Serbia e Montenegro dal 2003 al 2006.

## Risultati nelle competizioni internazionali

### Campionato mondiale
| Anno   | Luogo         | Piazzamento                  | G | V | N | P | GF | GS |
| ------ | ------------- | ---------------------------- | - | - | - | - | -- | -- |
| 1989   | Paesi Bassi   | Parte della Jugoslavia       | - | - | - | - | -  | -  |
| 1992   | Hong Kong     | Parte della Jugoslavia       | - | - | - | - | -  | -  |
| 1996   | Spagna        | Parte della Jugoslavia       | - | - | - | - | -  | -  |
| 2000   | Guatemala     | Parte della Jugoslavia       | - | - | - | - | -  | -  |
| 2004   | Taipei cinese | Parte di Serbia e Montenegro | - | - | - | - | -  | -  |
| 2008   | Brasile       | Non qualificata              | - | - | - | - | -  | -  |
| 2012   | Thailandia    | Non qualificata              | - | - | - | - | -  | -  |
| 2016   | Colombia      | Non qualificata              | - | - | - | - | -  | -  |
| 2021   | Lituania      | Non qualificata              | - | - | - | - | -  | -  |
| Totale |               | 0/9                          | - | - | - | - | -  | -  |

### Campionato europeo
| Anno   | Luogo       | Piazzamento                  | G | V | N | P | GF | GS |
| ------ | ----------- | ---------------------------- | - | - | - | - | -- | -- |
| 1996   | Spagna      | Parte della Jugoslavia       | - | - | - | - | -  | -  |
| 1999   | Spagna      | Parte della Jugoslavia       | - | - | - | - | -  | -  |
| 2001   | Russia      | Parte della Jugoslavia       | - | - | - | - | -  | -  |
| 2003   | Italia      | Parte di Serbia e Montenegro | - | - | - | - | -  | -  |
| 2005   | Rep. Ceca   | Parte di Serbia e Montenegro | - | - | - | - | -  | -  |
| 2007   | Portogallo  | Non presente                 | - | - | - | - | -  | -  |
| 2010   | Ungheria    | Non qualificata              | - | - | - | - | -  | -  |
| 2012   | Croazia     | Non qualificata              | - | - | - | - | -  | -  |
| 2014   | Belgio      | Non qualificata              | - | - | - | - | -  | -  |
| 2016   | Serbia      | Non qualificata              | - | - | - | - | -  | -  |
| 2018   | Slovenia    | Non qualificata              | - | - | - | - | -  | -  |
| 2022   | Paesi Bassi |                              |   |   |   |   |    |    |
| Totale |             | 0/11                         | - | - | - | - | -  | -  |